# António Mendes
Pour les articles homonymes, voir Mendes.
António da Silva Mendes, né le 18 octobre 1939 à Lisbonne et mort le 27 février 2019 à Guimarães, est un footballeur portugais. Il évoluait au poste d'attaquant.

## Biographie

### En club
Il joue dans deux clubs au cours de sa carrière : le Benfica Lisbonne et le Vitória Guimarães.
Il dispute avec ces deux équipes un total de 228 matchs en première division portugaise, inscrivant 96 buts. Il réalise sa meilleure performance lors de la saison 1965-1966, où il inscrit 19 buts.
Au sein des compétitions internationales, il dispute six matchs en Coupe des villes de foires, et participe à la Coupe intercontinentale en 1961.

### En équipe nationale
International portugais, il reçoit une unique sélection en équipe du Portugal, le 13 novembre 1966, à l'occasion des éliminatoires de l'Euro 1968 contre la Suède (défaite 1-2 à Oeiras),.

## Palmarès
Avec le Benfica Lisbonne :
- Champion du Portugal en 1957, 1960 et 1961.
- Vice-champion du Portugal en 1956 et 1959.
- Vainqueur de la Coupe du Portugal en 1957, 1959 et 1962.
- Finaliste de la Coupe du Portugal en 1958.

Avec le Vitória Guimarães :
- Finaliste de la Coupe du Portugal en 1963.